# Chacombe
Chacombe is een civil parish in het bestuurlijke gebied South Northamptonshire, in het Engelse graafschap Northamptonshire met 659 inwoners.